# Општина Ново Брдо
Општина Ново Брдо је општина у Косовскопоморавском округу, Косово и Метохија, Србија. Седиште општине је у насељу Бостане. Површина општине износи 90 km². Према попису становништва из 1991. године, у Општини Ново Брдо било је: Срба и Црногораца (58,12%), Албанаца (40,01%). Ово је једна од најсиромашнијих општина на Косову и Метохији и изразито руралног карактера. Тренутни број становника износи око 3.900 од чега 61% Албанаца и 39% Срба. Постоји и мала заједница Рома у селу Бостане. Од сукоба 1999. године у општину се спонтано вратило 356 Срба, 64 Албанца и 13 Рома. у јуну 2009. године се организовано вратило у насеље Клобукар 32 Срба. Иако је ово подручје врло етнички хетерогено, релативно је ниска тензија између етничких заједница, са потпуном слободом кретања кроз сва подручја општине.

## Историја
Општина Ново Брдо је први пут настала спајањем општина Бостане (са насељима: Бостане, Горњи Макреш, Доњи Макреш, Драганац, Зебинце, Извор, Јасеновик, Клобукар, Манишинце, Ново Брдо, Прековце и Трнићевце) из Гњиланског среза, са општином Маревце (насеље Маревце) и делом општине Сливово (насеље Лабљане) из Грачаничког среза, и додавањем дела општине Стрезовце (насеља Бољевце и Царевце) из Каменичког среза. У овом саставу општина је била до 1965. године када је укинута. Највећи број насеља је ушао у састав општине Приштина, док су насеља: Горњи Макреш, Доњи Макреш и Драганац припали општини Гњилане, а насеља: Бушинце и Царевце општини Косовска Каменица. Ова општина, заједно са општинама Обилић и Косово Поље, настала је поново 2. јула 1988. године од насеља тадашње општине Приштина (Сл. лист САП Косова; 18/88) са насељима: Бостане (седиште општине), Зебинце, Извор, Јасеновик, Клобукар, Лабљане, Манишинце, Ново Брдо, Прековце и Трнићевце), али као општина градске заједнице општина Приштина (заједно са Приштином, Косовим Пољем и Обилићем). 1991. године се Градска заједница општина Приштина распада и настају самосталне општине: Обилић, Косово Поље и Ново Брдо, док сама општина Приштина стиче статус града. Најновија измена се догодила Законом о административним границама општина из 2008. године Скупштине самопроглашене Републике Косово, којом се општина Ново Брдо проширује. Из општине Гњилане су додата насеља: Горње Кусце, Горњи Макреш, Доњи Макреш, Драганац, Коретиште, Мозгово, Паралово, Пасјак (на територији катастарске општине Коретиште), Станишор и Стража, а из општине Косовска Каменица су додата насеља: Бољевце, Бушинце, Мигановце, Тиринце и Царевце. Влада Србије не признаје општину у овом обиму, и признаје само обим општине који је дефинисан Законом о територијалној организацији Републике Србије из 2007. године по којем општина има исти обим који је имала од 1991. године. 
| Попис на Косову и Метохији 2011.‍ | Попис на Косову и Метохији 2011.‍ | Попис на Косову и Метохији 2011.‍ | Попис на Косову и Метохији 2011.‍ | Попис на Косову и Метохији 2011.‍ |
| -------------------------------- | -------------------------------- | -------------------------------- | -------------------------------- | -------------------------------- |
|                                  |                                  |                                  |                                  |                                  |
| Албанци                          | Албанци                          |                                  | 3.524                            | 52,37%                           |
| Срби*                            | Срби*                            |                                  | 3.122                            | 46,40%                           |
| Роми                             | Роми                             |                                  | 63                               | 0,94%                            |
| Турци                            | Турци                            |                                  | 7                                | 0,10%                            |
| Бошњаци                          | Бошњаци                          |                                  | 5                                | 0,07%                            |
| Турци                            | Турци                            |                                  | 3                                | 0,04%                            |

- Срби су делимично бојкотовали попис па тачан број није познат. У 2013. години ОЕБС је на основу података Општинске канцеларије за заједнице и повратак, проценио укупан број становника на 9.670 становника, укључујући 5.802 Срба, 3.771 Албанца и 97 Рома (углавном који живе у селу Бостане)

| Површина насеља и број становника насеља општине Ново Брдо (законом о административним границама општина самопроглашене Републике Косово) |               |       |       |       |       |       |       |
| насеље | површина у ha | 1948. | 1953  | 1961. | 1971. | 1981. | 1991. |
| Бољевце | 666           | 282   | 307   | 336   | 337   | 299   | 264   |
| Бостане | 897           | 411   | 555   | 756   | 817   | 978   | 992   |
| Бушинце | 826           | 609   | 534   | 631   | 592   | 518   | 372   |
| Горње Кусце | 1593          | 1037  | 1120  | 1378  | 1670  | 1817  | 1922  |
| Горњи Макреш | 938           | 396   | 436   | 444   | 441   | 354   | 261   |
| Доњи Макреш | 508           | 336   | 333   | 388   | 363   | 232   | 144   |
| Драганац | 451           | 226   | 246   | 229   | 220   | 103   | 107   |
| Зебинце | 859           | 444   | 534   | 599   | 591   | 405   | 280   |
| Извор | 1578          | 600   | 674   | 768   | 813   | 709   | 593   |
| Јасеновик | 969           | 510   | 576   | 596   | 579   | 421   | 309   |
| Клобукар | 925           | 493   | 531   | 593   | 614   | 518   | 479   |
| Коретиште | 1844          | 896   | 941   | 1144  | 1240  | 1198  | 1225  |
| Лабљане | 956           | 465   | 505   | 499   | 546   | 677   | 744   |
| Манишинце | 280           | 155   | 184   | 229   | 246   | 203   | 138   |
| Мигановце | 537           | 277   | 295   | 368   | 415   | 284   | 136   |
| Мозгово | 152           | 154   | 132   | 140   | 133   | 125   | 100   |
| Ново Брдо | 560           | 232   | 243   | 237   | 294   | 292   | 463   |
| Паралово | 1730          | 770   | 816   | 937   | 1010  | 990   | 850   |
| Пасјак | –––           | 175   | 178   | 203   | 272   | 408   | 463   |
| Прековце | 812           | 456   | 515   | 597   | 621   | 592   | 489   |
| Станишор | 634           | 313   | 306   | 395   | 470   | 457   | 515   |
| Стража | 1584          | 583   | 633   | 732   | 841   | 684   | 531   |
| Тиринце | 442           | 319   | 326   | 334   | 353   | 229   | 113   |
| Трнићевце | 288           | 194   | 231   | 279   | 263   | 189   | 124   |
| Царевце | 366           | 208   | 221   | 203   | 245   | 219   | 197   |
| укупно | 20395         | 10541 | 11372 | 13015 | 13986 | 12901 | 11811 |